# Marie-Andrée Bertrand
Marie-Andrée Bertrand, O.Q. (* 21. Juni 1925 in Montreal; † 6. März 2011 ebenda) war eine franko-kanadische Kriminologin, Feministin und antiprohibitionistische Aktivistin.

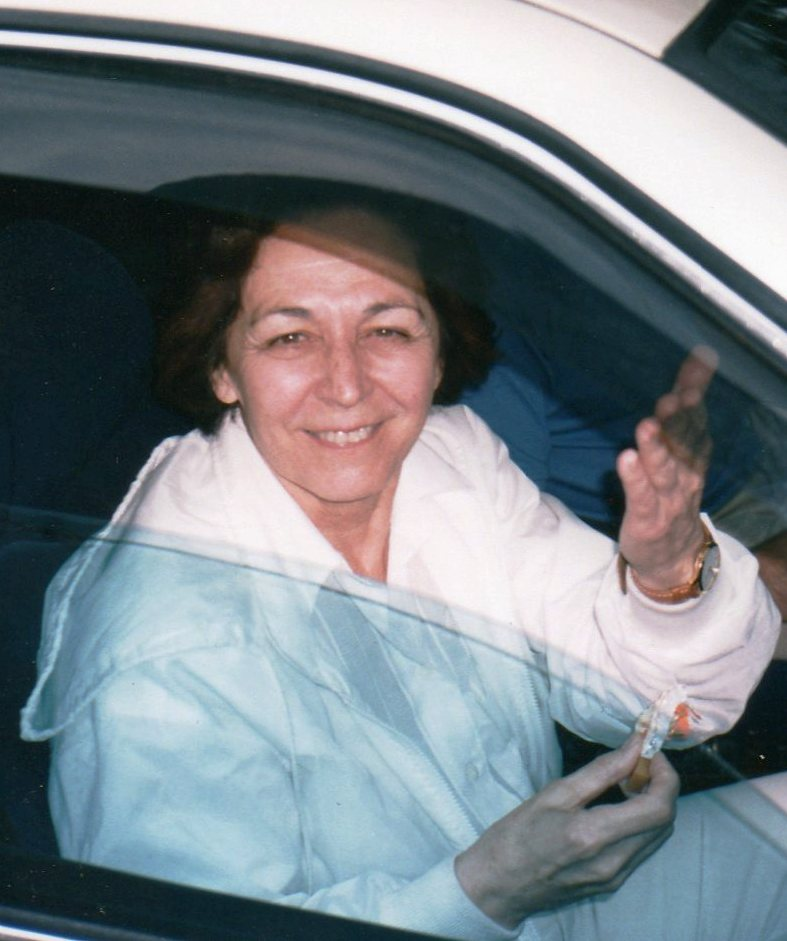
Marie Andrée Bertrand (Onati 1997)

## Biografie
Bertrand stammt aus einer großbürgerlichen Familie franko-kanadischer Nationalisten. Sie begann ihre berufliche Laufbahn „als Sozialarbeiterin für straffällige Frauen, zumeist Prostituierte“. An der Universität Montreal erwarb im Jahre 1963 einen Master in Kriminologie. Sie studierte dann an der University of California in Berkeley, und erhielt dort im Jahre 1967 einen Ph.D. ebenfalls in Kriminologie. Von 1967 bis 1997 war sie Professorin für Kriminologie an der École de Criminologie der Universität Montreal. Auch nach ihrer Emeritierung war sie, bis zu ihrem Tod, weiterhin in Forschung und Lehre tätig, unter anderem am International Institute for the Sociology of Law in Oñati.

## Wissenschaftliches Werk
Wissenschaftlich hat sich Bertrand vor allem mit drei Themen intensiv befasst: der Drogenpolitik, der Behandlung von Frauen durch die Strafjustiz und generell mit kritischer, feministischer Theorie im Bereich Kriminologie und Rechtssoziologie. Zu ihren Hauptwerken zählt eine international vergleichende Untersuchung der Frauenkriminalität (1979, 2003). Ferner eine vergleichende Untersuchung von Frauengefängnissen, wobei zu den acht untersuchten Ländern auch Deutschland gehört (1998).

## Aktivitäten
Vor allem im Bereich der Drogenpolitik ging Bertrand weit über eine bloß akademische Beschäftigung mit ihrem Gegenstand hinaus. Schon in jungen Jahren war sie Vizepräsidentin der Commission Le Dain, einer 1969 vom kanadischen Gesundheitsministerium  eingesetzten Untersuchungskommission, welche sich mit dem Gebrauch nicht-medizinischer Drogen befasste und sich für eine Legalisierung von Marihuana aussprach. Später schloss sie sich der von Marco Pannella gegründeten Internationalen Liga der Antiprohibitionisten an, deren Präsidentin sie für einige Jahre war. Zu ihren Anliegen gehörte auch die Abschaffung der Gefängnisse, ein Ziel, welches sie als „eine notwendige Utopie“ bezeichnete.

## Veröffentlichungen (Auswahl)
- Self image and social representation of female offenders: a contribution to the study of women's image in some societies. Ann Arbor, Michigan 1974.
- La femme et le crime. Montréal 1979.
- The place and status of feminist criminology in Germany, Denmark, Norway and Finland. In: N. Rafter und F. Heidensohn (Hrsg.): International Feminist Perspectives on Criminology – Engendering a Discipline. 1995, S. 107–124.
- Eine Gegenüberstellung postmoderner und radikal-feministischer Theorien und Strategien. In: Kriminologisches Journal, Bd. 27, 1995, S. 276–285.
- Women in Prisons: A Comparative Study. In: Caribbean Journal of Criminology and Social Psychology, 1996, 1, 1, pp. 38–58
- Prisons pour femmes. Montréal 1998.
- Le Droit comme Instrument de Mondialisation. In: J. Feest (Hrsg.): Globalization and Legal Cultures. Onati 1999, S. 113–139.
- Incarceration as a Gendering Strategy. In: Canadian Journal of Law and Society, 1999, 14, 1, pp. 45–60 (Sondernummer über Gender, Ethnizität, (Hetero)Sexualität und Normen. Herausgegeben von Marie-Andrée Bertrand).
- Les femmes et la criminalité. Montréal 2003.
- Le reve d'une societé sans risques. In: Drogues, santé et societé. Band 4, Nr. 2, Dezember 2005, S. 9–41.
- Comparing women's prisons: epistemological and methodological issues. In: D. Nelken (Hrsg.) Contrasting Criminal Justice. Aldershot 2006, 117–135.